# Шаповалов Олександр Сидорович
Олександр Сидорович Шаповалов (9 вересня 1871, село Чорна Слобода Полтавської губернії, тепер Полтавської області — 30 квітня 1942, місто Міас, тепер Челябінської області, Російська Федерація) — російський революціонер, радянський діяч органів державної безпеки, перший голова Київської губернської ЧК. Член Центральної контрольної комісії РКП(б) у 1924—1925 роках.

## Біографія
Народився в селянській родині. З 1886 року працював металістом на заводі.
У 1892 році створив робітничий антирелігійний гурток на одному із заводів Санкт-Петербурга. 1894 року приєднався із гурком до «Народної волі» («Групи народовольців»), брав участь у створенні підпільної «Лахтинської» друкарні.
У 1895 році відійшов від народовольців і вступив до петербурзького «Союзу боротьби за визволення робітничого класу». У 1896 році заарештований за участь у страйку робітників-текстильників. Сидів у Петропавлівській фортеці Санкт-Петербургу до 1898 року, після чого засланий на три роки до Мінусинського округу, де познайомився з Володимиром Ульяновим (Леніним). Член РСДРП з 1898 року.
Після закінчення заслання у 1901 році вступив до організації «Іскри» та вів підпільну партійну роботу в Батумі, Києві, Твері, Катеринославі, Одесі. З серпня 1903 року був членом Тверського комітету РСДРП. У вересні 1903 року направлений на партійну роботу у Вишній Волочок, а з листопада 1903 року — член Тверського комітету РСДРП та відповідальний організатор партійної роботи у заводських районах. Також керував підпільним гуртком на фабриці Берга в Твері. Організатор антивоєнної демонстрації у Твері 22 лютого 1904 року. Заарештований і ув'язнений у Тверській в'язниці. З травня по жовтень 1904 року утримувався у в'язниці Вишнього Волочка. Потім був звільнений із в'язниці, переїхав до Харкова. У 1905 році заарештований за участь у жовтневому та грудневому збройних повстаннях у Харкові.
У 1906 році звільнений під заставу, втік до Європи, де працював у закордонних організаціях РСДРП(б). З 1906 по червень 1917 року жив на еміграції (Бельгія, Франція).
У червні 1917 року повернувся у «пломбованому» вагоні до Росії. Був на партійній роботі в Москві. З грудня 1917 року — співробітник редакції газети «Таврійська правда».
У січні 1918 був членом Подільського революційного штабу в Києві, брав участь у більшовицькому заколоті проти Української Центральної Ради.
З серпня 1918 року — керуючий справами Всеросійської комісії з ремонту залізничного транспорту Вищої ради народного господарства Російської РФСР.
У лютому — березні 1919 року — голова Київської губернської надзвичайної комісії (ЧК).
До червня 1919 року — секретар Кримської надзвичайної комісії (ЧК).
У 1919 році працював інспектором Народного комісаріату праці РРФСР.
З 1920 року — завідувач облікового сектору Кримського обласного комітету РКП(б).
У 1921—1922 роках — співробітник Торгового представництва РРФСР у Німеччині.
Потім — в Інституті історії партії при ЦК РКП(б).
У 1924—1927 роках — у секторі контролю та перевірки Народного комісаріату робітничо-селянської інспекції СРСР.
З 1928 року — персональний пенсіонер; займався літературною працею. Видав книги «На шляху до марксизму» (Москва, 1926), «У підпіллі» (Москва-Ленінград, 1931), «У боротьбі за соціалізм» (2-е вид., Москва, 1957).
Помер 30 квітня 1942 року в місті Міасі Челябінської області.
На честь Шаповалова назвали вулицю в Донецьку.